# تاداشی یویوگی
تاداشی یویوگی (انگلیسی: Tadashi Yoyogi؛ زادهٔ ۱۸ مارس ۱۹۳۸) کارگردان فیلم اهل ژاپن است.